# Hyperbel

Hyperbel med brännpunkterna F_{1} och F_{2}

En hyperbel är den geometriska orten för en punkt P i planet, vars avstånd till två givna punkter, brännpunkterna F1 och F2, har en konstant skillnad. Hyperbeln är ett av kägelsnitten.
Hyperbeln, som består av två oändliga grenar, är symmetrisk i förhållande till transversalaxeln, på vilken brännpunkterna ligger, och konjugataxeln.
Axlarnas skärningspunkt kallas medelpunkt och genom denna går hyperbelns två
asymptoter. 
Ett mått på hyperbelns form är dess excentricitet e = c/a, där c är halva avståndet mellan brännpunkterna och a är avståndet från medelpunkten till skärningspunkterna med transversalaxeln. Ju större excentriciteten är desto större är vinkeln mellan asymptoterna.

## Ekvationer

Transversalaxeln är den horisontella axeln och konjugataxeln den vertikala
a — avståndet från centrum C till skärningspunkterna med transversalaxeln
e — excentriciteten
D_{1} och D_{2} kallas styrlinjer och kan användas för konstruktion av hyperbeln enligt sambandet PF_{1} = e PD_{1}

Väljs sammanbindningslinjen mellan brännpunkterna till x-axel och dess mittpunktsnormal till y-axel, blir hyperbelns ekvation
{\displaystyle {\frac {x^{2}}{a^{2}}}-{\frac {y^{2}}{b^{2}}}=1\,}
Om A1 och A2 är skärningspunkterna med x-axeln är
{\displaystyle a=OA_{1}=OA_{2}\,}
Med
{\displaystyle c=OF_{1}=OF_{2}={\sqrt {a^{2}+b^{2}}}\,}
definieras excentriciteten som
{\displaystyle e={\frac {c}{a}}\,}

### Asymptoter
Linjerna
{\displaystyle y=\pm {\frac {b}{a}}x\,}
är hyperbelns asymptoter.
För den liksidiga hyperbeln är asymptoterna vinkelräta mot varandra.

### Tangenter
Tangenten i punkten (x1, y1) är
{\displaystyle {\frac {xx_{1}}{a^{2}}}-{\frac {yy_{1}}{b^{2}}}=1\,}

### Normaler
Normalen i punkten (x1, y1) är
{\displaystyle (x-x_{1})a^{2}y_{1}+(y-y_{1})b^{2}x_{1}=0}

### Krökningsradie
Krökningsradien är
{\displaystyle R=a^{2}b^{2}\left({\frac {x^{2}}{a^{4}}}+{\frac {y^{2}}{b^{4}}}\right)^{\frac {3}{2}}}

## Konstruktion

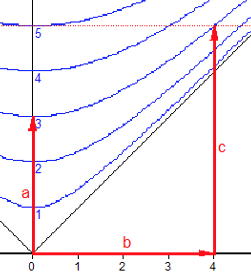
Axlarna givna, Pythagoras sats

| Brännpunkterna givna |  | Axlarna givna |
| Brännpunkterna givna |  | Axlarna givna |

### Brännpunkterna givna
Låt F1 och F2 vara brännpunkterna. Drag en cirkel med godtycklig radie F2A = r med F2 som medelpunkt. Drag sedan cirkeln med radien r-2a där a är avståndet till skärningspunkten med transversalaxeln och med F1 som medelpunkt. Cirklarna skär varandra i C1 och C2 som är punkter på hyperbeln.

### Axlarna givna
Drag från punkten OA = a tangenten AT1 och från punkten OB = b tangenten BT2. Drag en godtycklig linje genom O som skär tangenterna i C och D. Avsätt sträckan OE = OD. Dras PE vinkelrätt mot OE och CP vinkerätt mot PE är P en hyperbelpunkt.
Det kanske enklaste sättet att konstruera en hyperbel när axlarna är givna är att utnyttja Pythagoras sats 
{\displaystyle a^{2}+b^{2}=c^{2}} enligt bild. Om en av axlarna är imaginär så gäller i stället {\displaystyle a^{2}-b^{2}=c^{2}}.